# زیگوستاتس
زیگوستاتس (نام علمی: Zygostates) نام یک سرده از تیره ثعلبیان است. گونه های این سرده گیاهی در آمریکای جنوبی نظیر گویان و آرژانتین می‌رویند.